# نيكول ويلكينز
نيكول ويلكينز (بالإنجليزية: Nicole Wilkins)‏ هي لاعبة كمال أجسام أمريكية، ولدت في 5 فبراير 1984.